# Itinerario de Egeria
El Itinerario de Egeria, también conocido como Itinerarium Egeriae, Peregrinatio Aetheriae o Peregrinatio ad Loca Sancta, es un conjunto de textos en latín escritos por Egeria que narran su peregrinación desde Gallaecia a Tierra Santa entre los años 381 y 384.
Como libro de viajes, es una fuente importante para conocer la situación en ese momento de las zonas recorridas. Detalla las costumbres de los indígenas, creencias populares, rituales religiosos y expresiones de la lengua vernácula. Está escrito en primera persona en el latín coloquial utilizado en la vida cotidiana, con una espontaneidad natural que difiere del estilo solemne de la lengua escrita. Su valor es filológico, sociológico y literario.
Presentado en forma epistolar, el manuscrito documenta el largo itinerario a través de una serie de cartas que ofrecen datos, anécdotas y detalles interesantes de los lugares visitados. Es mucho más que una guía informativa; es una crónica humana en la que la autora expresa sus sentimientos ante cada situación y describe con empatía el trato que recibe de las personas que conoce. La historia está dirigida a un grupo de mujeres mencionadas con la expresión "dominae sorores", fórmula común para referirse a amigas y compañeras.
Algunos expertos lo consideran el primer texto de una escritora gallega.

## Historia

### Descubrimiento del manuscrito
En 1884, Gian Francesco Gamurrini descubrió un códice en la Biblioteca de la Cofradía de Santa Maria de Laici (Biblioteca della Confraternità dei Laici) en Arezzo (Italia). Había 37 rollos copiados en el siglo XI en el scriptorum de la Abadía de Montecassino. En las primeras 15 láminas se encontraba el Tractatus de mysteriis y los Hymni de Hilario de Poitiers; los siguientes 22 contenían fragmentos de notas de viaje escritas por una mujer desconocida dirigiéndose a otras mujeres en forma de misivas. En el material conservado no se encontraron datos que pudieran revelar la autoría del escrito.

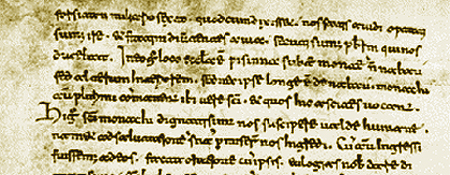
Detalle del manuscrito descubierto por Gian Francesco Gamurrini

Un año después, Gamurrini aventuró la hipótesis de que la autora del texto era Silvia de Aquitania, de quien se sabía que viajó en peregrinación a Tierra Santa a finales del siglo IV.
Pero en 1903, Marius Férotin encontró la carta que Valerio del Bierzo dirigió a los monjes del monasterio de San Pedro de Montes en la Tebaida leonesa, donde hablaba de Egeria como autora del itinerarium Egeriae que él mismo se encargó de recopilar y resumir. Con esa carta, se disiparon las dudas sobre la verdadera autora de la historia.
A partir de ese momento, la desconocida Egeria entró en la Historia como la escritora que se anticipó varios siglos al florecimiento de la literatura de viajes y la narración epistolar.
El manuscrito no está completo, faltan partes del principio, centro y final de la obra. Algunos catálogos de bibliotecas medievales sugieren que hubo otras copias. En 1909 aparecieron varias hojas sueltas del itinerario en los Manuscritos de Toledo de la Biblioteca Nacional de España y en 2005 hubo investigaciones que identificaron otros dos fragmentos en una colección particular.
El texto del Itinerario de Egeria es objeto de numerosas ediciones y traducciones en todo el mundo, se considera una de las fuentes más valiosas para conocer la espiritualidad de la Antigüedad tardía y el papel de la mujer en aquella época.
El Codex Aretinus 405, del que forma parte el Itinerarium Egeriae, viajó por primera vez a Galicia en 2019 para sumarse a la exposición temporal Galicia, una historia en el mundo. Se expuso en el Museo Centro Gaiás de la Ciudad de la Cultura de Santiago de Compostela con motivo de la celebración del Año Santo Jacobeo. En el catálogo de la exposición definen el texto como "trascendental para conocer nuestra historia", y Egeria como "La primera escritora de viajes de la Península Ibérica y un referente simbólico de la reivindicación de la mujer en Galicia ".
La parte final del Itinerario que llegó hasta nosotros termina con una petición: "Por vuestra parte, señoras, luz mía, dignaos guardarme en la memoria tanto si sigo en mi cuerpo o ya fuera de él". Constantinopla, año 384.

### Antecedentes del viaje
Una mujer recorriendo gran parte del mundo conocido, en el siglo IV, puede considerarse una hazaña digna de elogio; así lo hizo con admiración Valerio del Bierzo: "totis nisibus intrepido corde inmensum totius orbis arripuit iter" (con su esfuerzo y corazón intrépido hizo un inmenso viaje alrededor del mundo).
Pero Egeria no fue la primera que se atrevió a explorar el extenso territorio romano. Diez años antes ya lo había hecho la aristócrata hispano-romana Melania la Vieja, que viajó a Egipto con Rufino de Aquilea. En aquel tiempo hubo una especie de tendencia a trasladarse a Tierra Santa desde que se hizo popular la supuesta noticia del descubrimiento de la Vera Cruz.

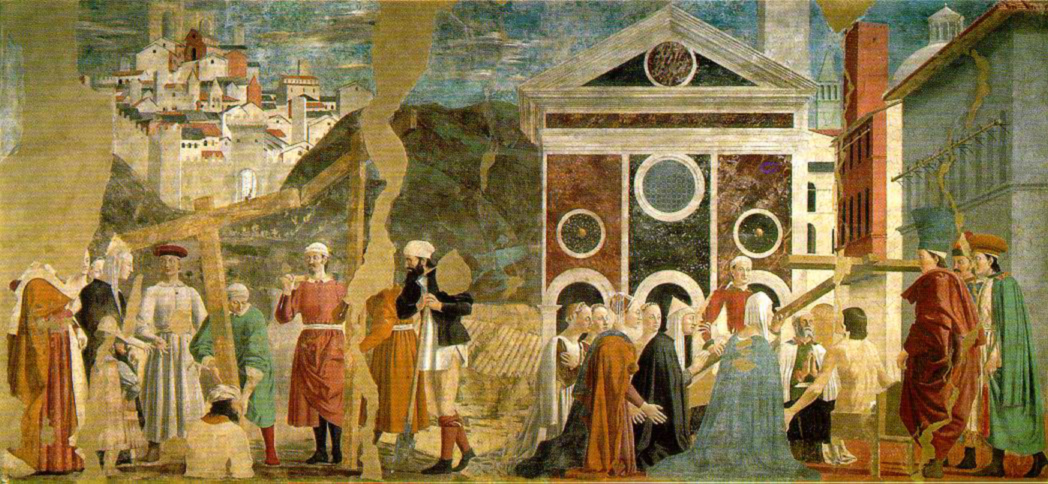
Las peregrinaciones a Tierra Santa se hicieron populares cuando se difundió la noticia de que Helena de Constantinopla había descubierto los restos de la Vera Cruz

Fue Helena de Constantinopla, madre de Constantino I, quien anunció que había encontrado la Santa Cruz de Jesucristo e invitó a venerarla porque concedía gracias especiales. A partir de ese momento, comenzaron las peregrinaciones a Jerusalén, integrándose en la tradición cristiana, y el hecho del descubrimiento quedó plasmado en muchas obras de arte.
La propia Egeria da cuenta de las aglomeraciones que acudían a ver las reliquias. Relata que el día de la ceremonia del Lignum Crucis en el Gólgota, cerca de la muralla exterior de Jerusalén, vio desfilar a muchos peregrinos para honrar y besar el madero sagrado; pero había tal multitud que los diáconos más fuertes tenían que estar vigilando todo el tiempo. No querían que se repitiera lo que sucedió una vez, cuando alguien clavó los dientes en la madera y robó una astilla de la reliquia.
A lo largo de su ruta, Egeria habla de los encuentros con otros peregrinos, como cuando fue a Isauria a visitar el sepulcro de Santa Tecla. Allí se alegró mucho de encontrar a su amiga Marthana, quien también estaba de paso. Ambas se habían conocido previamente en Jerusalén. Ellas, como tantos caminantes, compartían la pasión por viajar, conocer gente con la que se comunicaban y vivían experiencias, siempre con el objetivo principal de visitar con fervor religioso los lugares mencionados en las Escrituras. Se sintieron parte de un movimiento comunitario, siguiendo las palabras del Señor: "Ambulate dum lucem habetis, ne tenebre uos conprehendant" (Caminad mientras tenéis luz, para que las tinieblas no os alcancen).

### Contexto histórico
Aparte de los nómadas errantes, los monjes amparados en la caridad incierta y los comerciantes ambulantes, el hecho de emprender estos largos viajes sólo estaba al alcance de personas poderosas con disponibilidad de tiempo y dinero. Con toda probabilidad, este último fue el caso de Egeria, que iba acompañada de un grupo de ayudantes con caballerías.

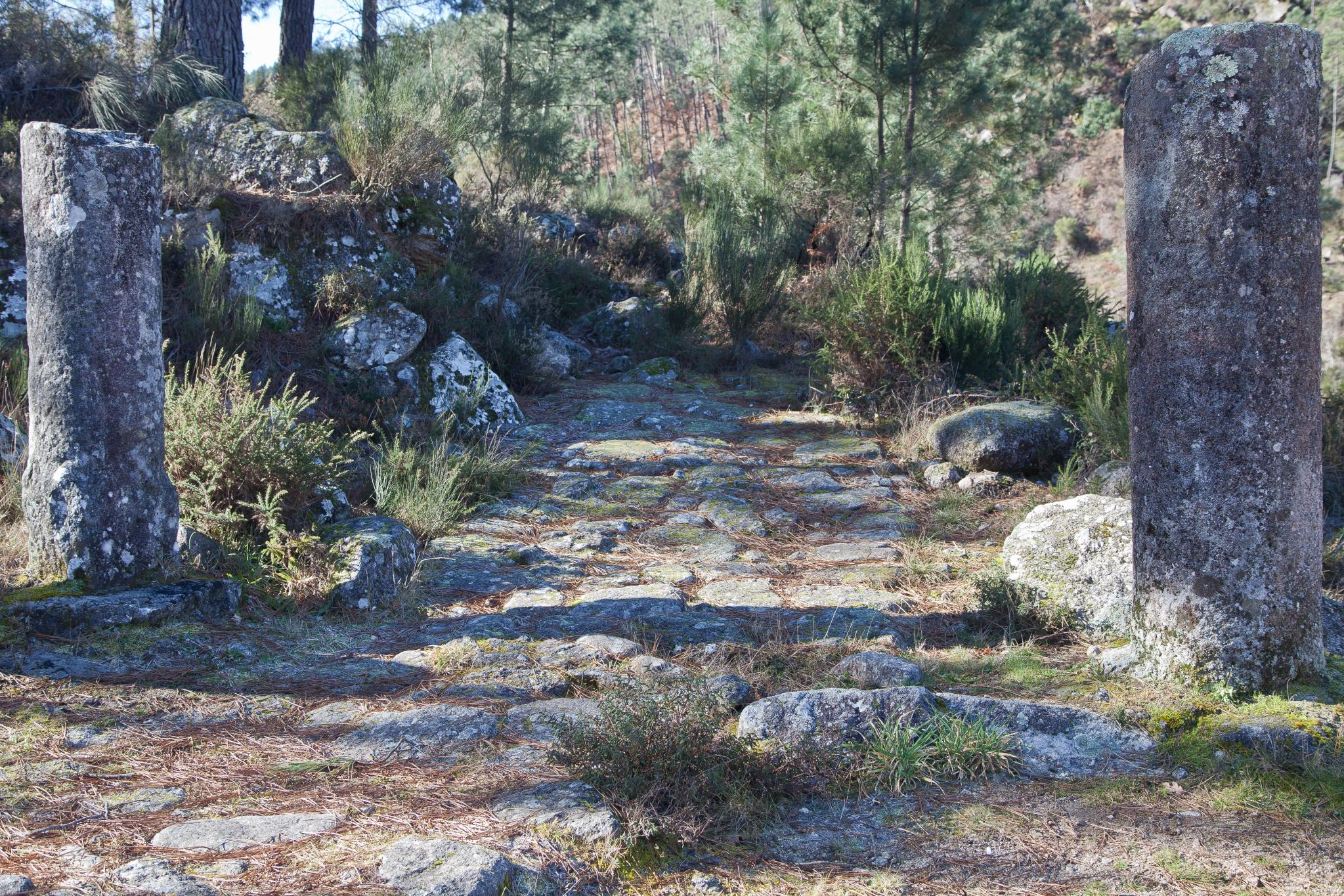
La infraestructura romana ofrecía rutas seguras que facilitaban los viajes

Hubo una participación bastante activa en el circuito comercial que conectaba el Mediterráneo oriental con el norte de Europa. Corrían tiempos favorables y las élites aprovecharon para tejer una red de contactos por todo el Imperio. Las peregrinaciones también se estaban volviendo habituales.
Eran dos los factores principales que facilitaban los viajes en aquellos tiempos: la seguridad y los servicios.
Por un lado, la paz y la prosperidad alcanzadas por el Imperio ofrecían seguridad general dentro de las fronteras y protección especial con guarniciones militares en zonas que pudieran estar en conflicto. En el texto de Egeria aparecen oficiales y soldados que ejercían la autoridad en nombre de Roma escoltando la comitiva durante algunos tramos; al mismo tiempo, esos mismos soldados se ofrecieron como voluntarios para actuar como guías culturales, relatando crónicas de los lugares por los que pasaban.
Por otra parte, era posible recorrer el territorio de punta a punta gracias a la existencia de un sistema de comunicaciones muy avanzado. La infraestructura viaria estaba compuesta por una extensa red de caminos y calzadas, rutas con paradas de postas por etapas (mansio), señalización mediante mojones o miliarios de piedra y documentos escritos para orientar con indicaciones informativas, como el itinerario de Antonino o la Tabula Peutingeriana.

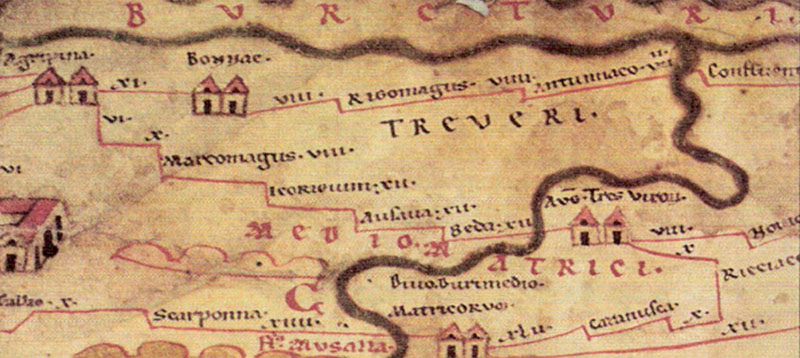
En la Tabla Peutingeriana estaban representadas las principales redes viarias del Imperio

Egeria aprovechó las facilidades de las vías públicas y también los privilegios reservados a las familias importantes, como los salvoconductos para ponerse en contacto con las autoridades civiles de los lugares por donde pasaba. También los obispos y cargos eclesiásticos salían a recibirla con respeto. Además, de sus escritos se infiere que debió tener una personalidad carismática porque atraía con su empatía a ermitaños, soldados y vecinos. En el texto se muestra agradecida por los continuos gestos de acogida hospitalaria que recibía y expresa su sentimiento de identificación emocional con todos ellos.
Para situar el manuscrito en un contexto real, hay que tener en cuenta que por tratarse de cartas dirigidas a sus amigas, destacan abundantes detalles positivos y anécdotas gratas, evitando las probables penalidades y fatigas del camino.

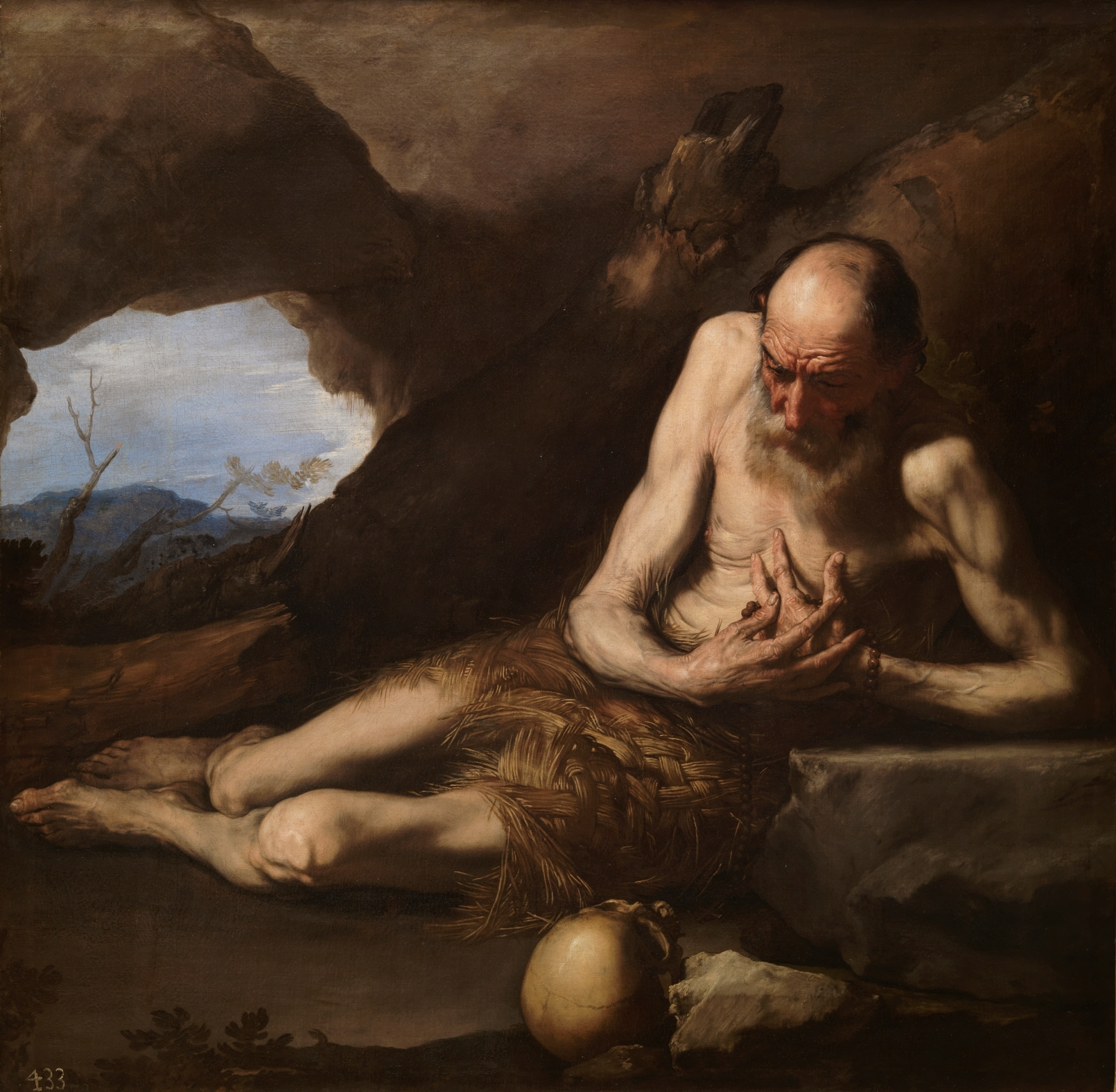
Egeria entró en contacto con muchos ermitaños que vivían en el desierto

En el contexto religioso de la época, es importante recordar que en el 380, un año antes de la partida de Egeria, se decretó el Edicto de Tesalónica. El cristianismo fue a partir de ese momento la única religión permitida, aunque el politeísmo permaneció disfrazado de supersticiones. Muchos mitos romanos y otras religiones fueron absorbidos por el cristianismo, a veces convertidos en dogmas. El arte romana incorporó elementos del mundo cristiano, así los pequeños dioses se transformaron en ángeles, los dioses del inframundo en demonios y los grandes dioses en arcángeles.
En el viaje de Egeria hay algunos personajes recurrentes que la encuentran continuamente en el camino, se trata de los ermitaños que vivían en lugares apartados, dedicados a la oración y a hacer penitencia. Sólo el paso de importantes viajeros como Egeria les hizo detenerse un poco en su dedicación para ofrecerle hospitalidad y atención cristiana.
El movimiento eremítico nació cuando se permitió el cristianismo en el Imperio y desaparecieron los motivos para ser martirizados por la fe. Los ascetas buscaron otra forma de purificarse e, imitando a Cristo que se retiró al desierto, abandonaron las ciudades para vivir en aislamiento, dedicándose a una vida contemplativa y penitente en condiciones extremas. Algunos fijaron su misión al cuidado de una ermita dedicada a algún santo, en lugares desérticos y poco frecuentados. Por eso, cuando aparecía un grupo como el de Egeria, recibían con fervor a los visitantes, les daban lo poco que tenían para cumplir con las normas de hospitalidad y, si no estaban muy enfermos y aún tenían fuerzas, se ofrecían como guías para acompañarlos en alguna parte del camino.

## Recorrido geográfico
A pesar de que el texto está incompleto, fue posible reconstruir todo el viaje estudiando la infraestructura de las vías existentes, comparándolo con otros viajes documentados de la misma época y con los datos de la carta de Valerio del Bierzo.

Infografía del viaje realizado por Egeria a Tierra Santa entre 381 y 384, según el libro Itinerarium ad Loca Sancta

### Desde el comienzo del viaje hasta Jerusalén
- El comienzo fue a principios del 381, comenzando en algún punto de Gallaecia, donde se quedarían sus amigas a quienes van dirigidas las misivas. Valerio del Bierzo escribió: "extremo occidui maris oceani litore exorta" (salió de la orilla más lejana del océano occidental).
- Probablemente viajaría a los Pirineos para tomar la Vía Domitia, la calzada más importante de la época para unir Hispania con Italia a través de la Galia Narbonense cruzando los Alpes.
- Sabemos que cruzó el río Ródano porque recuerda ese momento mucho tiempo después, cuando escribe junto al Éufrates.
- Por tierra y mar llegaría a Constantinopla y continuaría por la ruta militar a través de Bitinia, Galacia y Capadocia. En el escrito habla de esos mismos lugares en la ruta de regreso.
- Luego debió pasar por Tarso y Antioquía, de allí por mar a Haifa y finalmente llegaría a Jerusalén.

Permaneció en esa ciudad hasta el 384 y durante esos tres años realizó expediciones, algunas de ellas de varios meses.

### 1ª expedición
- Desde Jerusalén, pasando por Tafnis y Menfis, llegaría al desierto de Tebaida, una región llena de eremitas que vivían en cuevas.

### 2ª expedición
- De Jerusalén a Samaria y Galilea, visitando el monte Tabor y el Lago Tiberíades.

Todas estas rutas anteriores habrían quedado recogidas, supuestamente, en la desaparecida parte inicial del manuscrito. En el texto que tenemos en el códice, registra las siguientes rutas:

### 3ª expedición
- Comienza en el Monte Sinaí, va a Pharan, Clysma, la antigua ciudad llamada Arabia y, a través de la región de Gessen, regresa a Jerusalén.

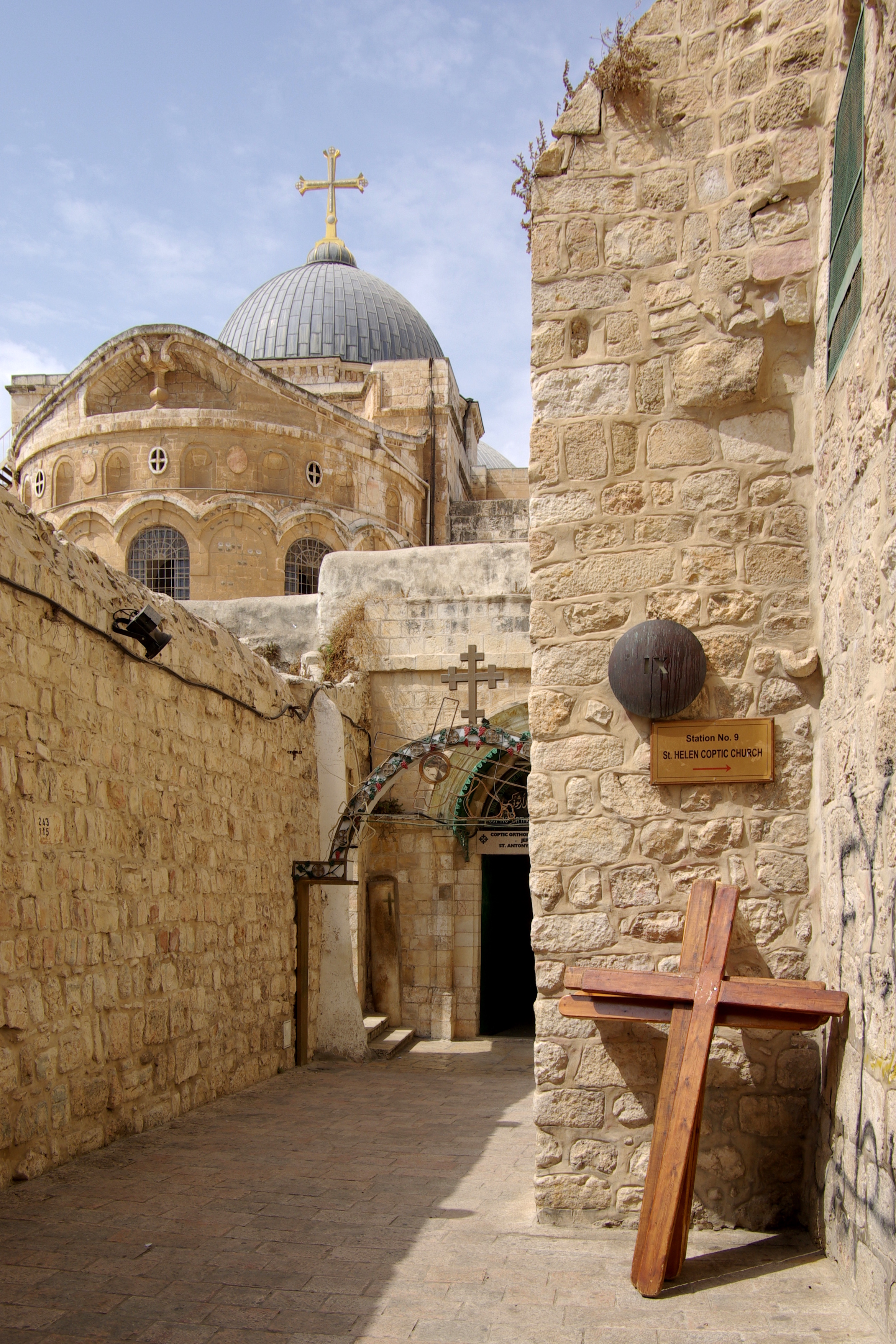
La Basílica del Santo Sepulcro fue uno de los lugares visitados por Egeria. Desde Jerusalén realizó las diversas expediciones por Tierra Santa

### 4ª expedición
- Desde Jerusalén cruza el río Jordán y por Ayin Musa llega a la cima del monte Nebo, visita varios lugares bíblicos de la zona y regresa a Jerusalén.

Pasa la Pascua en Jerusalén, que en el año 384 cayó en el mes de marzo. Poco después, emprende su regreso, dando un rodeo por Mesopotamia, donde pasa una temporada en Edesa. A finales de abril se dirige a Harán intentando seguir las huellas de Abraham, pero no puede porque los persas ocupan la parte oriental de Siria.
Así que decide ir a Antioquía y tomar la ruta conocida que hizo en el camino de ida: Tarso, Capadocia, Galacia, Bitinia y Constantinopla. En algunos puntos del camino se desvió para visitar las tumbas de venerados mártires, como la de Santa Tecla en Isauria, donde se alegró mucho de encontrarse con su amiga Marthana.
No pensaba quedarse mucho tiempo en Constantinopla, tenía planes de realizar otras expediciones por Asia Menor antes de emprender su regreso a Gallaecia. Desde aquí promete seguir enviando noticias y pide a sus amigas que nunca la olviden, tanto si sigue viva como si muere. Aquí termina el relato inconcluso. No se sabe cómo regresó, ni si lo hizo.

### Repertorio toponímico
La riqueza de las descripciones geográficas, con sus nombres utilizados en un momento concreto en una zona determinada, permite hacer un seguimiento de su conservación a lo largo del tiempo, con cambios por motivos históricos, políticos, lingüísticos o culturales, pero sin perder la raíz etimológica en la mayoría de los casos. Se han identificado un total de 86 topónimos en el manuscrito de Egeria, ordenados a continuación tal como se mencionan en el texto latino:
- Agri specula
- Alexandriam
- Anthiocia
- Arabia
- Arabot, montem
- Asia
- Augustofratensis, prouinciae
- Ausitidem, regionem
- Basan
- Batanis
- Belsefon
- Bithiniam
- Calcedona
- Cappadociam
- Carneas
- cepos tu agiu Iohanni
- Chanaan, terram
- Charris (Charra)
- Choreb
- Cilicia
- Clesma
- Constantinopolim
- Corico
- Corra
- Dennaba
- Edessam
- Edom
- Efesum
- Egyptum
- Enon
- Epauleum
- Esebon (Exebon)
- Eufraten
- Fadana
- Faran
- Feniciis, partes
- Fogor
- Galatiam
- Gerapolim (Ierapolim)
- Gesse, terra
- Helia
- Hero (Heroum ciuitas)
- Hisauria
- Hur
- Idumeae
- Iericho
- Ierusolima
- Iordanem
- Israhel
- Libiada
- Magdalum
- Mansocrenas
- Memoriae concupiscentiae
- Mesopotamiam
- Mesopotamiam Syriae
- Moab, terra
- Mortuum, mare
- Nabau, montem
- Nili
- Nisibin
- Opu Melquisedech
- Oton
- Palestinam
- Parthenicum, mare
- Pelusio
- Persida
- Pithona
- Ponpeiopolim
- Ramessen
- Rodanus
- Rubrum, mare
- Safdra
- Salem
- Salim
- Sedima
- Segor
- Seleucia Hisauriae
- Sirie Celen
- Socchoth
- Sodomis
- Syna
- Tatnis
- Taurum, mons
- Tharso
- Thebaida
- Thesbe

## Importancia cultural

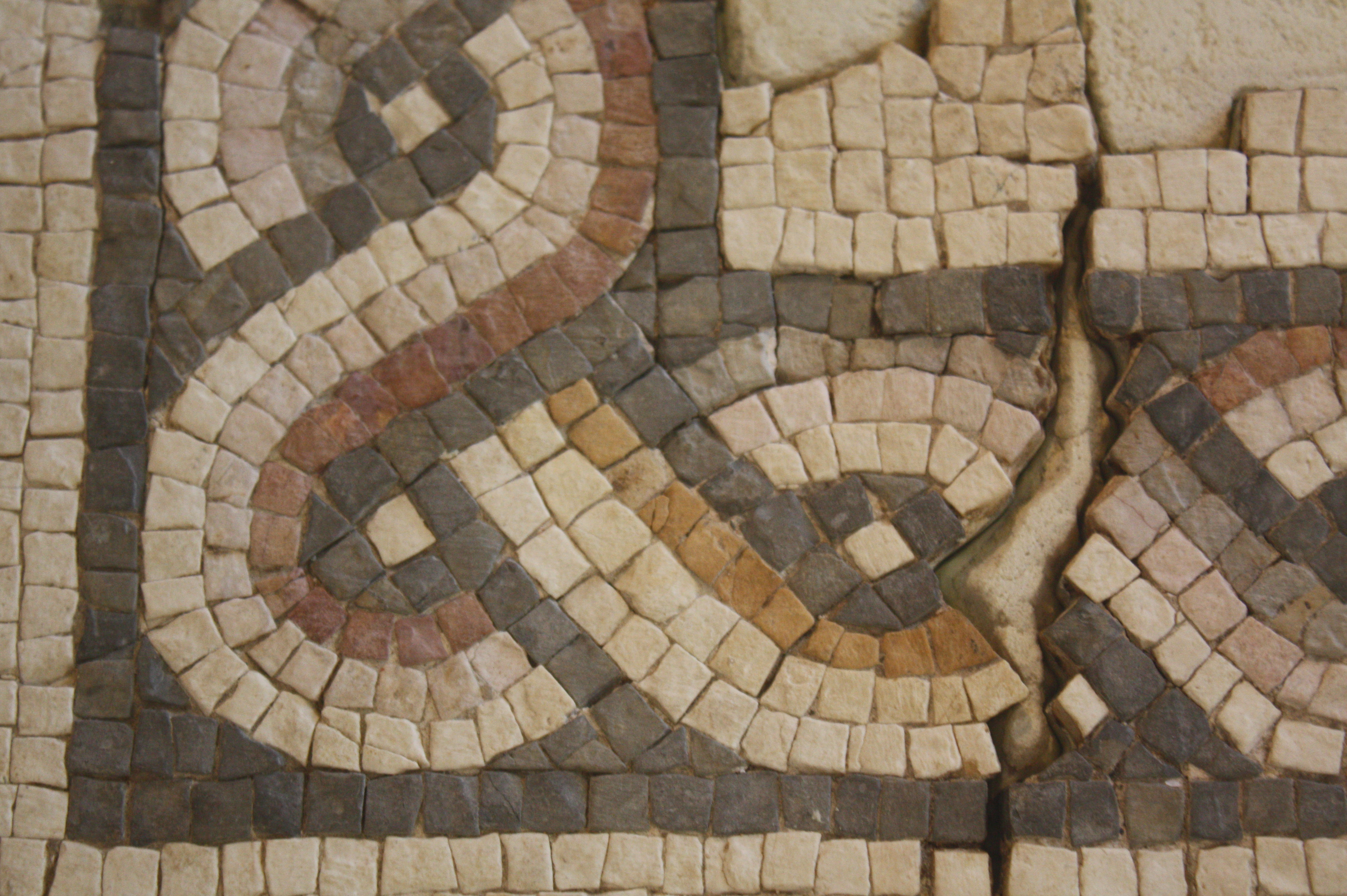
Documentos como el de Exeria y el estudio de restos arqueológicos nos ayudan a conocer la cultura del Imperio romano

La contribución de Egeria se considera muy relevante para el estudio del pueblo romano y los estilos de vida en el siglo IV. También tiene mucha importancia por el uso natural del lenguaje cotidiano y su expresividad emocional, tan escasa en los textos funcionales de la época. El alcance cultural del manuscrito se puede analizar destacando tres valores fundamentales: el aspecto filológico, el sociológico y el literario. En el contexto de la cultura gallega, la magnitud de esta obra ha permitido que la autora sea considerada una figura de referencia en la historia de Galicia.

### Filología
Por la escritura cuidada y precisa, hecha con gran detalle y con un vocabulario poco extenso pero efectivo, sabemos que Egeria era una persona culta que sabía latín y griego. También demuestra un alto nivel intelectual y una actitud empática que le permite adaptarse a las circunstancias de los interlocutores. Teniendo en cuenta su formación, probablemente sería de algún lugar con una escuela o universidad importante. En aquella época, las ciudades más destacadas de Gallaecia eran Asturica Augusta, la actual Astorga, y Lucus Augusti, la actual Lugo, que por aquellos años estaba terminando la construcción de la muralla.
El relato está escrito como se habla, en sermo quotidianus (conversación cotidiana). En ese latín popular se detectan lo que ahora son modismos gallegos como llevar a los niños en el "colo" (regazo). Por ejemplo, en la descripción del Domingo de Ramos en Jerusalén escribe: “ Et quotquot sunt infantes in hisdem locis, usque etiam qui pedibus ambulare non possunt, quia teneri sunt, in collo illos parentes sui tenent, omnes ramos tenentes alii palmarum, alii oliuarum. " (Y cuantos niños hay en estos lugares, incluso los que aún no pueden caminar que sus padres llevan en el regazo, todos sujetan ramas, unas de palmeras, otras de olivos).
Por su estilo poco refinado, junto con el uso de un registro lingüístico informal, podría dar la impresión de que quería escapar del habla soberbia de las escuelas mundanas. En todo caso, parece que su intención no era escribir una obra literaria, sino una peregrinatio animae (viaje del alma) en forma epistolar, dirigida a un grupo muy concreto de amigas.

### Sociología
La importancia histórica del manuscrito es notable por el cúmulo de datos que aporta, pues además de la detallada descripción de actos litúrgicos y lugares sagrados, abunda en detalles históricos, geográficos, paisajísticos y culturales. Sociológicamente, su contribución al conocimiento humano de la época puede analizarse desde diferentes perspectivas, especialmente a través de sus facetas de mujer, viajera y cristiana.

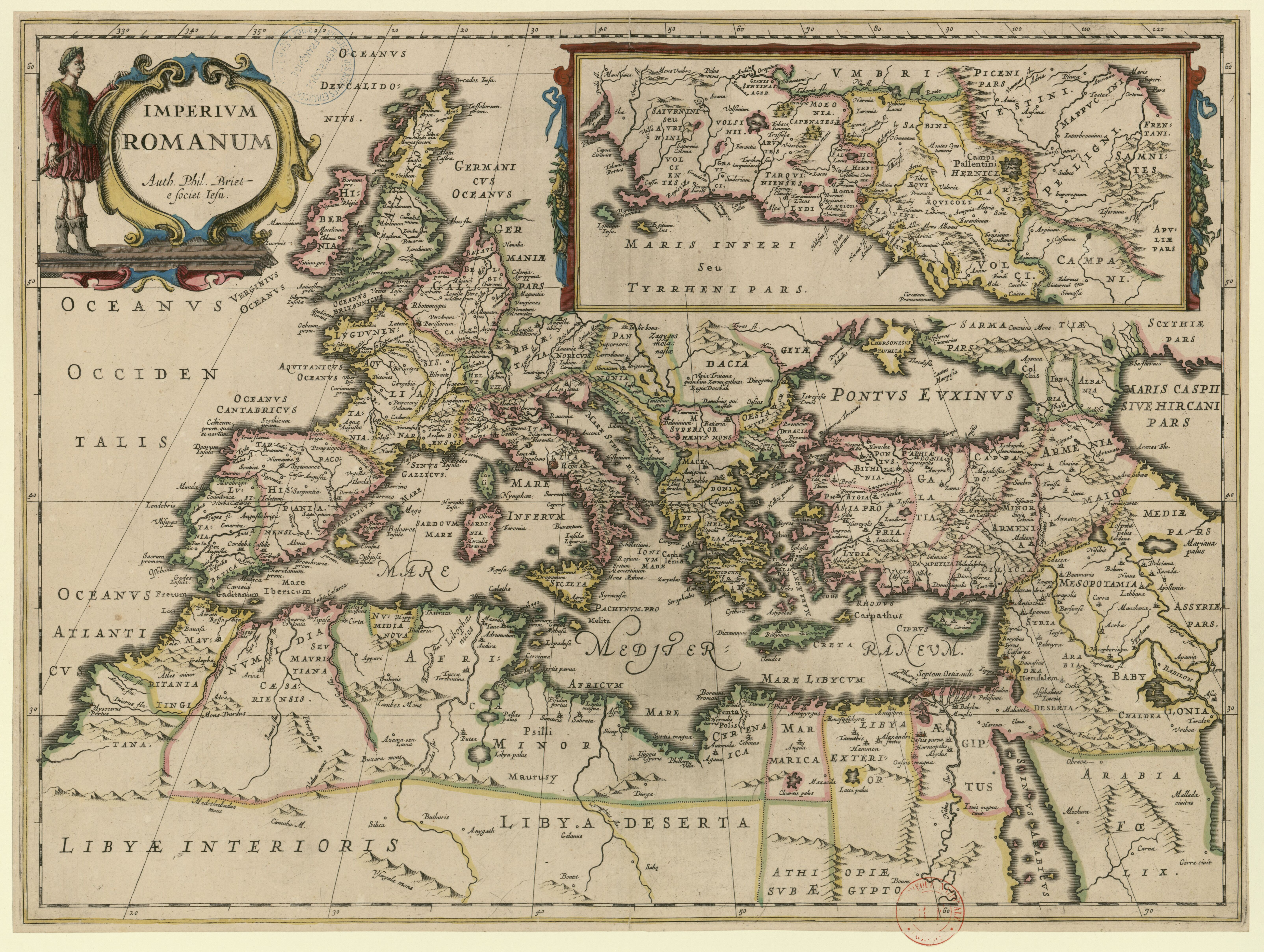
El texto de Exeria es un documento importante para entender la sociedad romana del siglo IV

#### Feminismo
En la sociedad del Imperio romano, las mujeres vivían sometidas a una legislación hecha a partir de la visión masculina, con normas morales y sociales que las constreñían. Esta circunstancia hace más admirable la obra escrita por Egeria en tan complicadas condiciones.
Fueron muchas las críticas a las peregrinas difundidas por hombres ilustres, por ejemplo la segunda epístola de San Gregorio de Nisa, en la que hablaba del peligro que corrían las mujeres si iban a posadas y ciudades desconocidas, porque incitaban al pecado. San Jerónimo también hizo pública su repulsa, condenando el ignominioso ejemplo que dan las peregrinas al perder su elegancia en compañías poco edificantes.

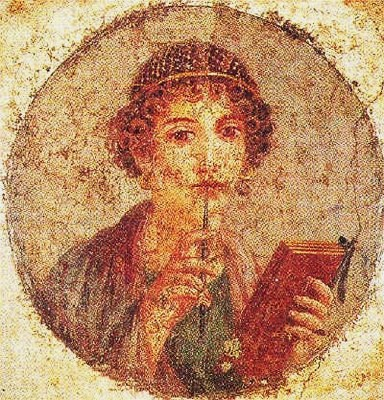
Esta imagen de Safo se asocia con Egeria porque contradice la idea de la falta de cultura femenina en la antigüedad

Los documentos oficiales, escritos por autores clásicos, destacan las hazañas y hechos importantes de los hombres, relegando y marginando la participación de las mujeres en la historia. Por estos motivos, el Itinerario de Egeria se aprecia como una proclama feminista que destaca la importancia de la cultura femenina en la antigüedad.
Hay dos aspectos por los cuales se analizó la relevancia del Itinerario. Por un lado, Valerio del Bierzo ya ponderaba el coraje físico y el corazón intrépido para afrontar tan enorme desafío que superaba a todos los hombres más fuertes del siglo.
Pero otro mérito, el intelectual y creativo, hace que la obra escrita se destaque como un referente cultural que expone el espíritu inquieto y deseoso de adquirir un mayor conocimiento sobre las personas y las cosas. Ella misma confiesa que es la curiosidad la que la hace viajar con los ojos bien abiertos y pidiendo explicaciones de todo lo que ve. No la ciega ni la aceptación sumisa de las creencias populares ni el fervor religioso. Al contrario, con sus amigas mantiene una actitud a veces irónica. Por ejemplo, después de contarnos que el obispo de Segor los llevó al lugar donde la mujer de Lot fue convertida en una estatua de sal, comenta: “Pero creedme, cuando inspeccionamos el sitio no vimos rastros de la estatua en ninguna parte, así que para qué nos vamos a engañar".
Algunos movimientos de emancipación de la mujer destacaron la importancia del texto de Egeria como patrimonio literario dirigido a un universo femenino con el que quiso compartir su experiencia hasta convertirse en testigo perenne. El concepto de sororidad ya estaba presente en su escritura, que no se dirigía a un público anónimo, en su mayoría hombres, sino a un grupo de mujeres con las que sentía una complicidad de introspección femenina. Porque eran esas destinatarias quienes podían entender mejor que nadie sus sentimientos, apreciando la ilusión constante de cada momento vivido.

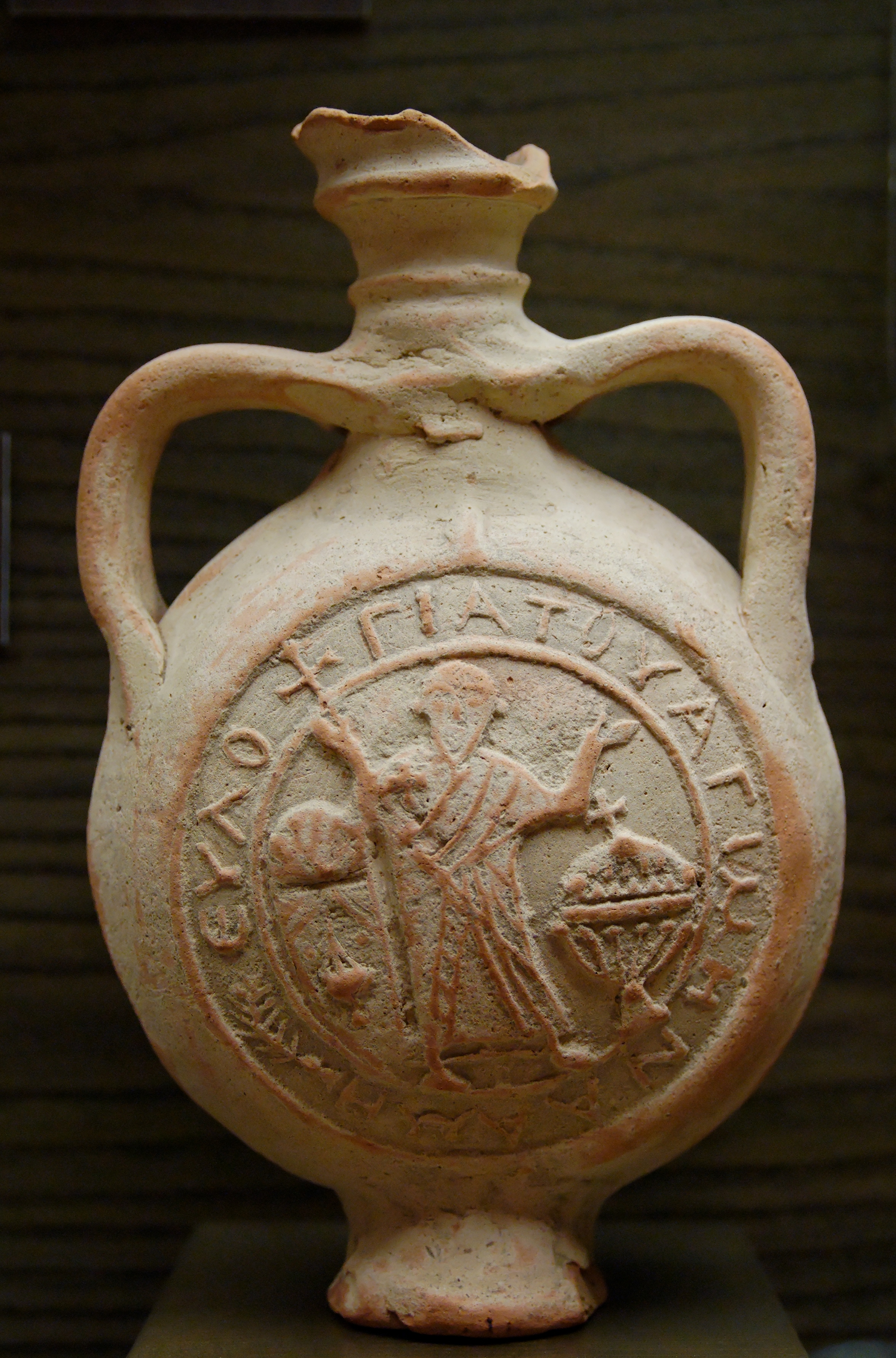
Las eulogias eran recuerdos materiales que entregaban los anfitriones al despedirse

#### Turismo
Los antecedentes más remotos de lo que hoy conocemos como turismo fueron los viajes para visitar templos, la asistencia a festividades y la concurrencia a baños termales.
Ya en aquel momento disponían de itinerarios escritos, especificando rutas, distancias y tiempos requeridos para viajar entre los diferentes puntos del Imperio. Pero eran textos funcionales sin otra finalidad que la informativa. En cambio, con Egeria aparece el relato humano en primera persona, con una narrativa confidencial de los hechos y una estructura de crónicas transmisoras de sentimientos.
El itinerarium egeriae anticipa lo que hoy son los tres pilares básicos de la promoción turística: el mensaje adaptado a un público objetivo (su grupo de amigas), el tratamiento de la narración como experiencias (su testimonio emocional) y la llamada a una acción concreta (su petición de que la guarden en la memoria).
Mucho antes de que los "souvenirs" se pusieran de moda (recuerdos materiales para recordar la estancia en algún lugar) era costumbre que los anfitriones ofrecieran "eulogias" a los visitantes. En el uso eclesiástico, ese término se aplicaba a objetos benditos, a veces refiriéndose a la Eucaristía.
Para Egeria los regalos que recibió al despedirse significaban mucho y se sentía feliz por pequeño que fuera el detalle. Entendía que lo entregado en el momento de la partida era una "eulogia" que sellaba el vínculo de la hospitalidad para permanecer en la memoria. Ella cuenta que a veces consistía en una fruta local, un dulce, una vasija de aceite para la lámpara o simplemente una hermosa piedrecita de la tierra para recordar los momentos vividos.
A semejanza de las futuras postales turísticas que aparecerían siglos después para recordar imágenes de viajes, Egeria también añadió ilustraciones a su escrito para describir algunos lugares especiales. Así se desprende del propio texto cuando alude a dibujos en las cartas dirigidas a sus amigas. Por ejemplo, sobre la tumba de Job escribe: "in eo loco facta est ista ecclesia quam videtis" (en este lugar construyeron esta iglesia que veis aquí). Esas imágenes se han perdido porque la copia que hay en el códice es solo texto.

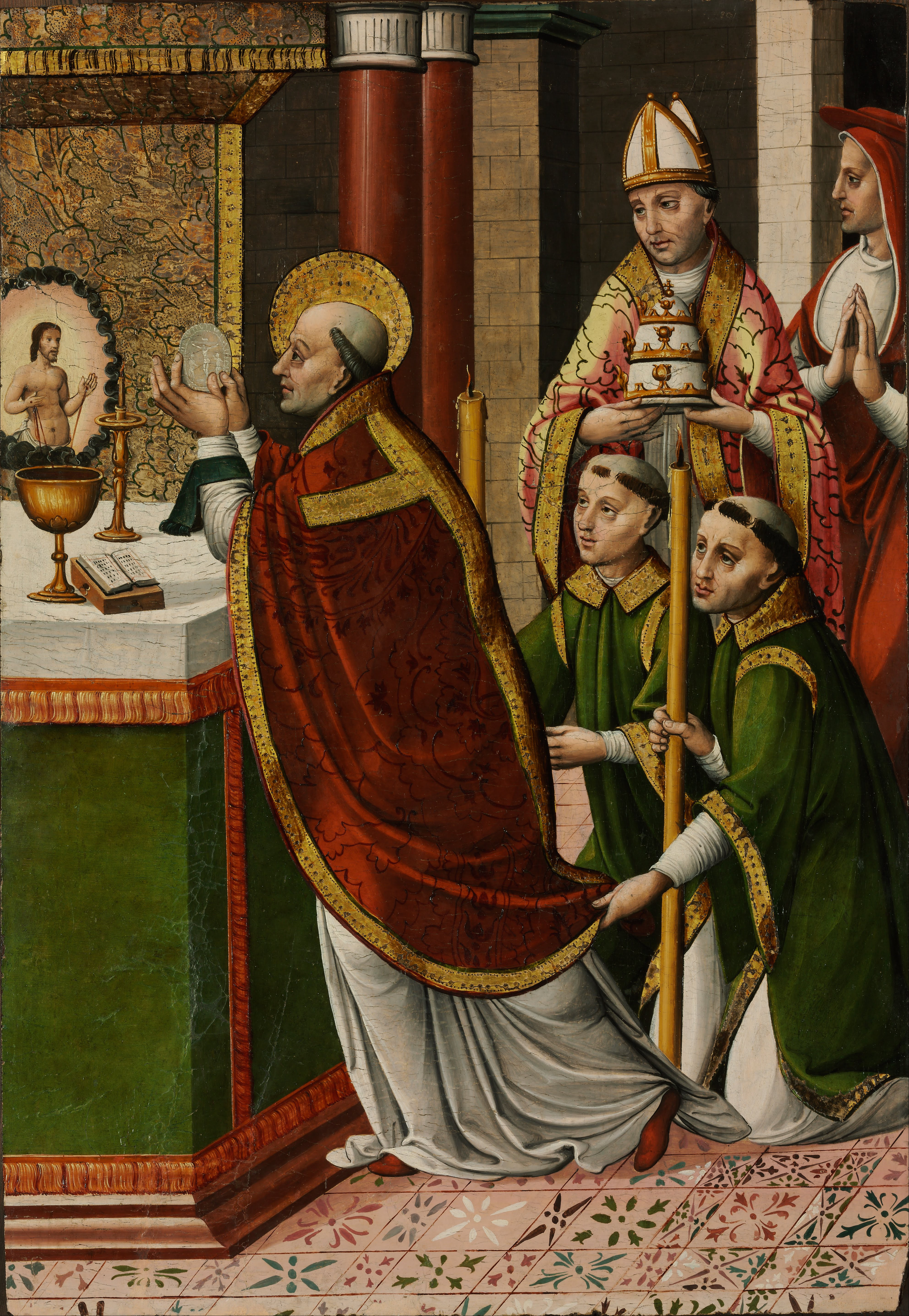
Egeria detalló muchos rituales y ceremonias religiosas

#### Religión
El Itinerario es una fuente importante para el conocimiento del cristianismo en la antigüedad tardía. Contiene información de primer orden sobre Tierra Santa, especialmente los lugares mencionados en el Antiguo Testamento como episodios bíblicos y también donde transcurrió la vida de Jesús y los apóstoles, tal como se relata en los Evangelios. La descripción detallada de cada escenario, verificada uno por uno por Egeria, hace que muchos la consideren como testigo fiel que corroboró la información de las Escrituras verificando los hechos de la historia sagrada.
Algunos sectores religiosos también consideran que las visitas a santuarios, tumbas de mártires y espacios donde se veneraban reliquias era un viaje espiritual para comunicarse con lo trascendente y superior, purificar el alma y acceder al encuentro con lo divino. Entienden que todo el escrito del viaje por esos lugares sagrados tuvo como objetivo fundamental difundir y fortalecer la fe del cristianismo.
Para los investigadores de la historia, las crónicas descriptivas de liturgias y oficios religiosos son de gran importancia en el estudio antropológico porque permiten conocer datos importantes de una época en la que el cristianismo aparecía como religión triunfante en el mundo romano y el civitio grupal ofrecía una identidad comunitaria. Gracias al texto de Egeria podemos conocer con gran precisión cómo eran los rituales característicos de las celebraciones cristianas en el siglo IV.
Muchas de las primeras ceremonias religiosas permanecieron prácticamente inalterables a lo largo de los siglos, Egeria incluso compara las similitudes que tienen con las de su tierra de origen manifestando la unidad de costumbres en lugares lejanos, aunque con detalles característicos de cada zona. El texto presenta una notable documentación de la liturgia en las fiestas de la epifanía, el bautismo, las celebraciones diarias y dominicales, incluyendo himnos, lecturas y oraciones.

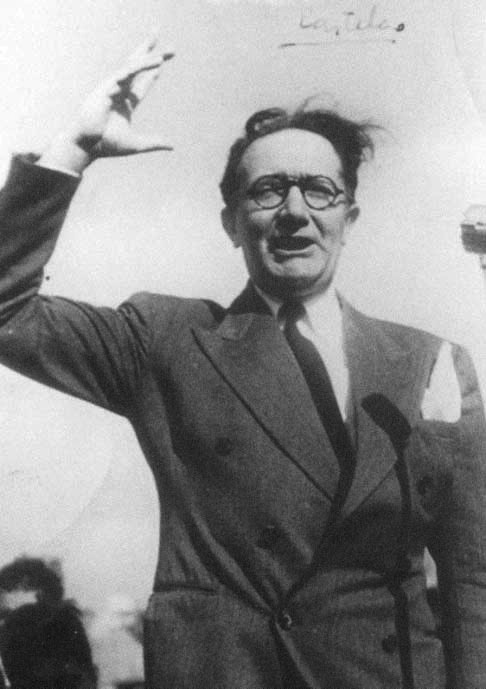
Castelao nombró a Egeria en la lista de inmortales gallegos en su discurso Alba de Gloria

#### Galicia
La redacción del manuscrito coincidió en el tiempo con Prisciliano, Paulo Orosio, Hidacio de Chaves y otros prestigiosos escritores galaico-romanos, hecho que llevó a considerar el período como “el primer despertar cultural de Galicia”. Junto con los Tratados de Prisciliano, el libro de Egeria constituye uno de los primeros gérmenes literarios que forman parte de la historia del pensamiento gallego.
El Grupo Nós sitúa los inicios del hecho diferencial gallego en los siglos IV-VI. Para destacar a Egeria como figura emblemática, Castelao la incluyó en los primeros lugares de la procesión de la Santa Compañía de los inmortales gallegos en su discurso Alba de Gloria: "Allí distinguimos a Eteria, la escritora peregrina, con túnica de blanco lino y caminando con jadeante compás".
El Departamento de Empleo e Igualdad de la Junta de Galicia ha querido destacar el Itinerario de Egeria como el primer libro de viajes escrito por una mujer gallega. En el proyecto "Aprende coas mulleres galegas" brindó una serie de actividades para conocer y profundizar en la vida de diferentes figuras intelectuales de Galicia. Entre ellas, la obra de Egeria contó con una unidad didáctica para utilización en las escuelas como recurso pedagógico.
El Consello da Cultura Galega registró la trascendencia de la obra de Egeria incorporándola al Álbum Gallego, una recopilación de biografías de personalidades destacadas que han contribuido significativamente a la sociedad gallega a lo largo de la historia.
También otras instituciones, como el ayuntamiento de Santiago de Compostela, relacionan la Egeria y su obra con el hecho diferencial de la cultura gallega. En diciembre de 2020, el Pleno acordó designar una nueva plaza con el nombre de Exeria mediante una moción conjunta aprobada por unanimidad. Además de añadir su nombre a la toponimia urbana, en un lugar muy frecuentado por peregrinos y vecinos de la ciudad, se acordó crear allí una exposición permanente para resaltar la figura de la escritora y la importancia de su creación literaria en la cultura gallega. El 10 de noviembre de 2022 se inauguró una escultura en homenaje a Egeria en el tramo final del Camino Francés, a la entrada del casco histórico de Compostela. La autora de la obra es Sole Pite Sanjurjo, artista plástica compostelana, y fue fundida en el taller Arte Bronce de Cuqui Piñeiro.

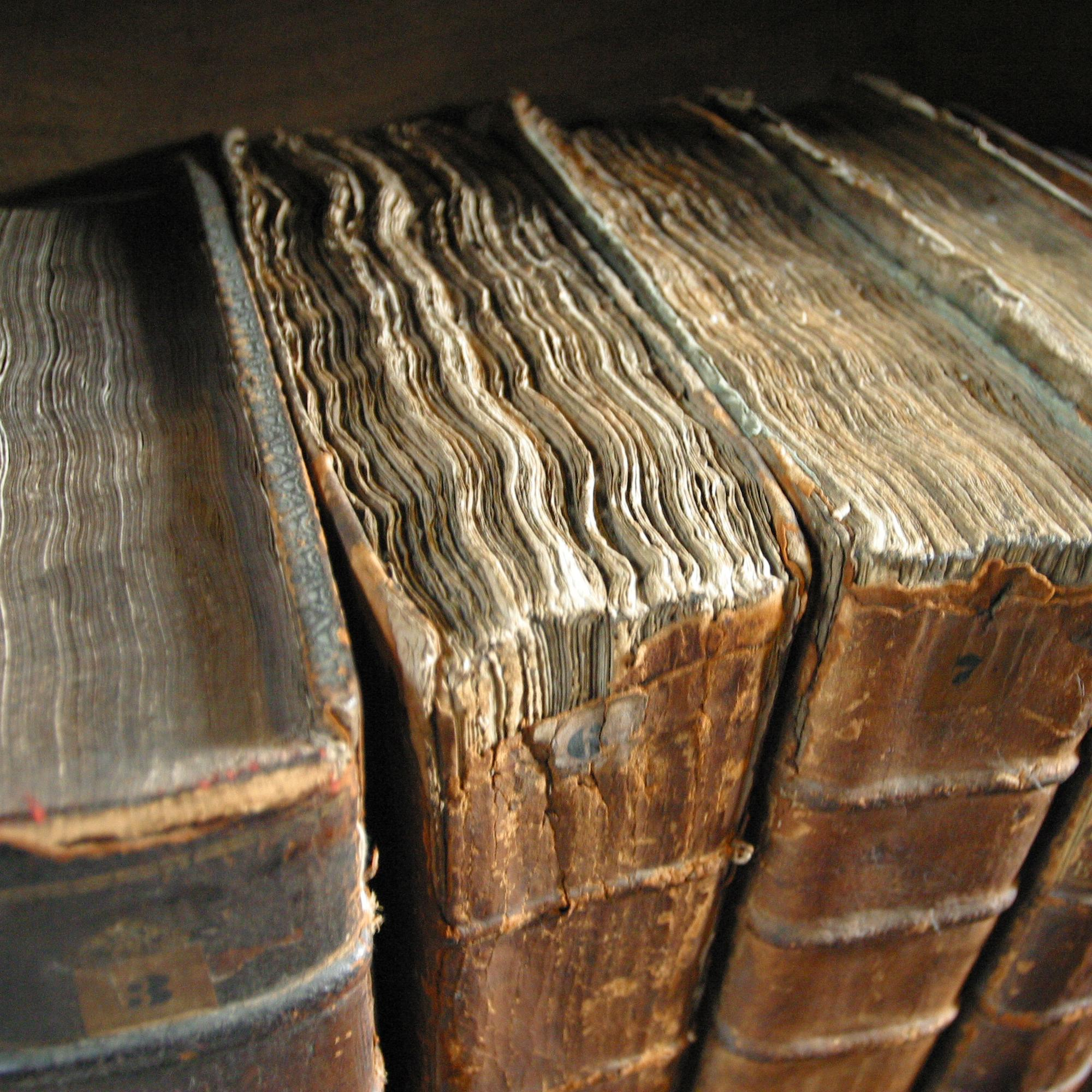
La obra de Egeria anticipó futuros desarrollos de géneros literarios

### Literatura
En la enciclopedia dirigida por Menéndez Pidal "Historia de España", se afirma que Egeria debería estar con todo derecho a la cabeza de las escritoras españolas. Sin que ella fuese consciente, con su escritura inició unas formas narrativas que luego tendrían adeptos. La importancia literaria del Itinerario de Egeria se aprecia en la vertiente de dos géneros que florecen en su obra:
- Literatura periegética. Este género nacido en el período helenístico describe un tránsito geográfico recogiendo información de los lugares que se recorren. Es un precursor de los libros de viajes en los que, como hace Egeria en su Itinerario, habla de las personas que encuentra, describe las emociones que siente y lo que llega a conocer. La expresión humana de los sentimientos es la principal característica que lo diferencia del periplo, en el que simplemente se documentan las observaciones funcionales que servirán para que otros viajeros realicen el mismo recorrido.[51]
- Literatura epistolar. La comunicación a través de epístolas o misivas implica desentrañar significados que no están en la escritura, que dependen de la relación previa con el lector descifrando lo insinuado, silenciado o ignorado. En el caso de Egeria, el juego interpretativo aumenta porque no sólo es necesario imaginar las condiciones de la remitente, sino también las de las destinatarias que se encuentran lejos esperando noticias.[52]

Otra peculiaridad de la escritura de Egeria está en algunos detalles del incipiente manejo de la intriga, anticipando contenidos que luego se resolverán manteniendo el interés por seguir la historia en sucesivas entregas. Curiosa, como ella misma se define, su exposición cultiva la curiosidad compartida.